# Bataille d'Inab
Deuxième croisade
Batailles
- Dorylée
- Pisidie
- Damas
- Inab

La bataille d'Inab se déroula le 29 juin 1149 entre le sultan Nur ad-Din et Raymond, prince d'Antioche.
Nur ad-Din, sultan d'Alep depuis la mort de son père Zengi en 1146, décide d'attaquer la principauté d'Antioche tout en défendant Damas contre la deuxième croisade en 1147 lancée par le pape Eugène III lorsque les Croisés perdirent le comté d'Édesse en 1144. En juin 1149, Nur ad-Din envahit Antioche et assiège la forteresse d'Inab avec l'aide de Mu'in ad-Din Unur de Damas et des Turcomans. Il possède une force d'environ 6 000 hommes qui se trouve au pied de la forteresse, principalement de la cavalerie.
Inab est défendue par le prince Raymond qui s'était allié à Ali ibn-Wafa, le chef des Assassins et lui-même ennemi du Nur ad-Din. Dans la journée du 29 juin, Nur ad-Din bat l'armée d'Antioche. Raymond et Ali ibn-Wafa sont tués dans la bataille. La plupart des territoires d'Antioche sont donc ouverts et surtout le plus important : celui qui conduit à la mer Méditerranée.
Le sultan assiège alors la ville d'Antioche mais sans succès car la ville est défendue par la femme de Raymond, Constance, et le Patriarche. Le roi Baudoin III de Jérusalem décide de marcher sur Antioche pour la libérer du siège.

## Source de la traduction
- (en) Cet article est partiellement ou en totalité issu de l’article de Wikipédia en anglais intitulé « Battle of Inab » (voir la liste des auteurs).